# マッツ・フンメルス
マッツ・フンメルス（Mats Julian Hummels、1988年12月16日 - ）は、西ドイツ・ノルトライン＝ヴェストファーレン州ベルギッシュ・グラートバッハ出身の元サッカー選手。元ドイツ代表。現役時代のポジションはDF、MF。マッツ・フメルスと表記されることもある。

## クラブ経歴

### バイエルン・ミュンヘン
バイエルン・ミュンヘンの下部組織出身。1995年にバイエルンの下部組織に入る。2006年12月19日、バイエルンと2010年までのプロ契約を締結。2007年5月19日、シーズン最終戦の1.FSVマインツ05戦でトップチームデビュー。しかしバイエルンでの試合出場は、この試合のみとなっている。

### ボルシア・ドルトムント
2008年1月3日にレンタルでボルシア・ドルトムントに移籍。当時19歳ながらすぐにレギュラーに定着した。その後、2009年2月1日にドルトムントに完全移籍した。
2010-11シーズンはネヴェン・スボティッチとコンビを組み自己最多の32試合に出場。当時のブンデスリーガ記録にあと1と迫るリーグ最小の22失点を記録した守備陣の中心として活躍し、ドルトムントのブンデスリーガ制覇に貢献した。このシーズンのフンメルスは1試合あたりのファール数が欧州主要リーグのCB中最小で、イエローカードも2枚しか受けていなかった。2012-13シーズン、UEFAチャンピオンズリーグ決勝に進出したが、バイエルンに敗れた。

### バイエルン・ミュンヘン復帰
2016年4月29日にボルシア・ドルトムントがフンメルスの古巣のバイエルン・ミュンヘンへの移籍希望を発表。その後5月10日にバイエルン側が移籍金3800万ユーロと成果ボーナスでの移籍を発表した。契約は5年間。在籍中は3度のリーグ制覇とポカール優勝を成し遂げたが、チャンピオンズリーグ制覇はならなかった。
2018-19シーズンには国内二冠とともに自身もキッカー誌の選ぶポジション別ランキングの首位を獲得した。

### ボルシア・ドルトムント復帰
2019年6月19日、ボルシア・ドルトムントに3800万ユーロで復帰することが発表された。2020-21シーズン、10月24日、シャルケとのルールダービーで同ダービーでの初ゴールを決め勝利した。同シーズンはポカール優勝を果たした。2023-24シーズン、UEFAチャンピオンズリーグ、パリ・サンジェルマンとの準決勝第2戦では決勝ゴールを奪ってチームの決勝進出に貢献した。決勝ではレアル・マドリードに惜敗したが、大会公式ベストイレブンに選出された。6月14日に契約満了により退団することが発表された。

### ASローマ
レヴァークーゼン、ブライトンなどが移籍先として報じられていたが、2024年9月4日、ASローマにフリーで加入した。しかし、加入後、ダニエレ・デ・ロッシ監督、後任のイヴァン・ユリッチ監督からも殆ど起用されなかった。クラウディオ・ラニエリが監督に就任するとUEFAヨーロッパリーグのリーグフェーズ第5節、トッテナム戦で初めて先発起用され、試合終了間際に移籍後初ゴールとなる同点弾を決めて2-2の引き分けに貢献した。
自身のSNSで2024-25シーズン限りでの引退を表明した。

## 代表経歴
U-21ドイツ代表の一員としてUEFA U-21欧州選手権2009に出場し、優勝に貢献。
2010年5月13日のマルタとの親善試合に途中出場し、フル代表デビュー。同年11月17日のスウェーデン戦で初のフル出場を果たした。2012年5月26日のスイスとの親善試合で代表初得点を記録。
2014 FIFAワールドカップではグループリーグ初戦のポルトガル戦で得点を記録。準々決勝のフランス戦ではFKからのヘディングで決勝点を挙げ、大会選定のマン・オブ・ザ・マッチに選出された。決勝でアルゼンチンを破り優勝、大会ベストイレブンに選出された。
2018 FIFAワールドカップではグループリーグ初戦と第3戦に出場したが、第3戦の韓国戦では数度の決定機を外してしまい、0-2と敗れグループリーグ敗退となった。その後は約2年半に渡り代表を外されていたが、2021年5月にUEFA EURO 2020に臨む代表メンバーとして招集を受けた。本大会ではグループステージ第3節のハンガリー戦でハフェルツのゴールをヘディングでアシスト、決勝トーナメント進出に貢献した。

## プレースタイル
ゲームの流れを読み、適切なポジショニングとマークでFWに仕事をさせず、また上述したようにファールも少ない。ボールを保持するとドリブルとロングパスで攻撃の起点となり、プレーメーカーのような働きもする。

## 人物
- 父のヘルマン・フンメルス（ドイツ語版）は元サッカー指導者で、1994年から1995年まで1.FSVマインツ05の監督を務めたことがある。マインツ退団直後から2012年までバイエルン・ミュンヘンの下部組織で指導者を務めた。
2歳年下の弟のヨナス・フンメルス（英語版）は、マッツと同じセンターバックの選手であり、2016年まで所属したSpVggウンターハヒンクではキャプテンを務めていた。
- 2015年6月15日、パートナーのキャシー・フィッシャーとミュンヘンで挙式した[22]。フンメルスが19歳の時から交際しており、7年越しのゴールインとなった。

## 個人成績

### クラブ
| 所属クラブ   | リーグ         | シーズン | 背番号 | リーグ戦 | リーグ戦 | カップ戦 | カップ戦 | UEFA主催 | UEFA主催 | その他 | その他 | 合計 | 合計 |
| 所属クラブ   | リーグ         | シーズン | 背番号 | 出場     | 得点     | 出場     | 得点     | 出場     | 得点     | 出場   | 得点   | 出場 | 得点 |
| ------------ | -------------- | -------- | ------ | -------- | -------- | -------- | -------- | -------- | -------- | ------ | ------ | ---- | ---- |
| ドルトムント | ブンデスリーガ |          |        |          |          |          |          |          |          |        |        |      |      |
| ドルトムント | ブンデスリーガ | 2007–08  | 15     | 13       | 0        | 3        | 0        | —        | —        | —      | —      | 16   | 0    |
| ドルトムント | ブンデスリーガ | 2008–09  | 15     | 12       | 1        | 1        | 0        | 1        | 0        | —      | —      | 14   | 1    |
| ドルトムント | ブンデスリーガ | 2009–10  | 15     | 30       | 5        | 3        | 0        | —        | —        | —      | —      | 33   | 5    |
| ドルトムント | ブンデスリーガ | 2010–11  | 15     | 32       | 5        | 2        | 0        | 8        | 0        | —      | —      | 42   | 6    |
| ドルトムント | ブンデスリーガ | 2011–12  | 15     | 33       | 1        | 6        | 1        | 6        | 1        | 1      | 0      | 46   | 3    |
| ドルトムント | ブンデスリーガ | 2012–13  | 15     | 28       | 1        | 2        | 1        | 11       | 1        | 1      | 0      | 42   | 3    |
| ドルトムント | ブンデスリーガ | 2013–14  | 15     | 23       | 2        | 4        | 0        | 6        | 0        | 1      | 0      | 34   | 2    |
| ドルトムント | ブンデスリーガ | 2014–15  | 15     | 24       | 2        | 4        | 0        | 4        | 0        | —      | —      | 32   | 2    |
| ドルトムント | ブンデスリーガ | 2015–16  | 15     | 30       | 2        | 6        | 0        | 14       | 1        | —      | —      | 50   | 3    |
| ドルトムント | 通算           | 通算     | 通算   | 225      | 19       | 31       | 2        | 50       | 4        | 3      | 0      | 309  | 25   |
| バイエルン   | ブンデスリーガ | 2016–17  | 5      | 27       | 1        | 5        | 2        | 9        | 0        | 1      | 0      | 42   | 3    |
| バイエルン   | ブンデスリーガ | 2017-18  | 5      | 26       | 1        | 5        | 1        | 9        | 1        | 1      | 0      | 41   | 3    |
| バイエルン   | ブンデスリーガ | 2018-19  | 5      | 21       | 1        | 5        | 0        | 6        | 1        | 1      | 0      | 33   | 2    |
| バイエルン   | 通算           | 通算     | 通算   | 74       | 3        | 15       | 3        | 24       | 2        | 3      | 0      | 116  | 8    |
| 総通算       | 総通算         | 総通算   | 総通算 | 342      | 27       | 46       | 5        | 74       | 6        | 7      | 0      | 469  | 38   |

## 代表歴

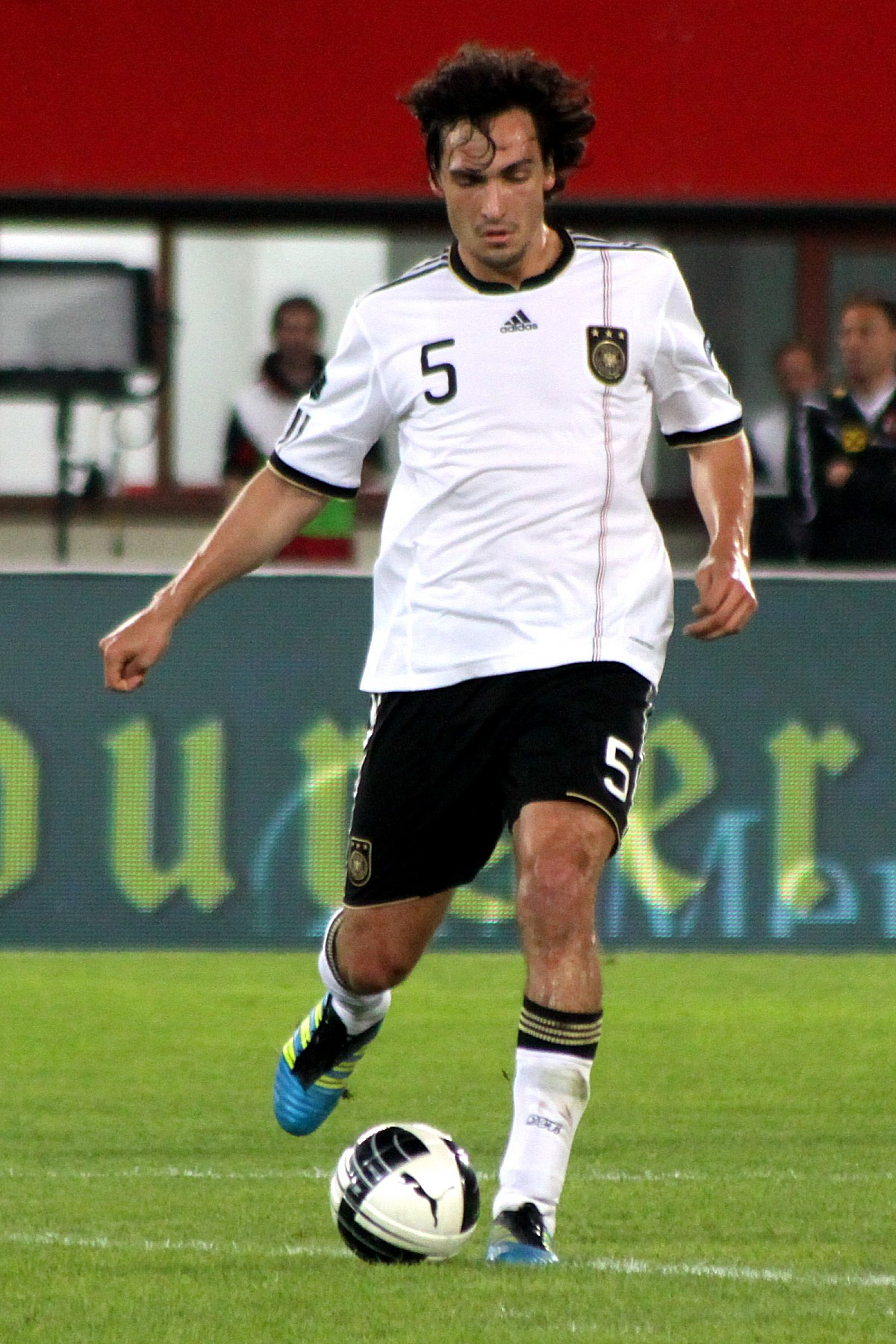
ドイツ代表でプレーするフンメルス (2011年)

### 出場大会
- U-21ドイツ代表
  - 2009年 - UEFA U-21欧州選手権2009（優勝）
- ドイツ代表
  - 2012年 - UEFA EURO 2012（3位）
  - 2014年 - 2014 FIFAワールドカップ（優勝）
  - 2016年 - UEFA EURO 2016（ベスト4）
  - 2018年 - 2018 FIFAワールドカップ（グループリーグ敗退）
  - 2018年 - UEFAネーションズリーグ2018-19

### 試合数
- 国際Aマッチ 78試合 5得点（2010年-2023年）[23]

| ドイツ代表 | 国際Aマッチ | 国際Aマッチ |
| 年         | 出場        | 得点        |
| ---------- | ----------- | ----------- |
| 2010       | 2           | 0           |
| 2011       | 10          | 0           |
| 2012       | 11          | 1           |
| 2013       | 5           | 1           |
| 2014       | 10          | 2           |
| 2015       | 6           | 0           |
| 2016       | 11          | 0           |
| 2017       | 7           | 1           |
| 2018       | 8           | 0           |
| 2021       | 6           | 0           |
| 2022       | 0           | 0           |
| 2023       | 2           | 0           |
| 通算       | 78          | 5           |

### 得点
| #  | 開催年月日     | 開催地                                       | 対戦国     | スコア | 結果 | 試合概要                                |
| -- | -------------- | -------------------------------------------- | ---------- | ------ | ---- | --------------------------------------- |
| 1. | 2012年5月26日  | バーゼル、ザンクト・ヤコブ・パルク           | スイス     | 1-2    | 3-5  | 親善試合                                |
| 2. | 2013年11月15日 | ミラノ、スタディオ・ジュゼッペ・メアッツァ   | イタリア   | 1-0    | 1-1  | 親善試合                                |
| 3. | 2014年6月16日  | サルヴァドール、アレーナ・フォンチ・ノヴァ   | ポルトガル | 2-0    | 4-0  | 2014 FIFAワールドカップ                 |
| 4. | 2014年7月4日   | リオデジャネイロ、エスタジオ・ド・マラカナン | フランス   | 1-0    | 1-0  | 2014 FIFAワールドカップ                 |
| 5. | 2017年9月1日   | プラハ、シノー・ティップ・アレナ             | チェコ     | 2–1    | 2–1  | 2018 FIFAワールドカップ・ヨーロッパ予選 |

## タイトル

### クラブ
ボルシア・ドルトムント

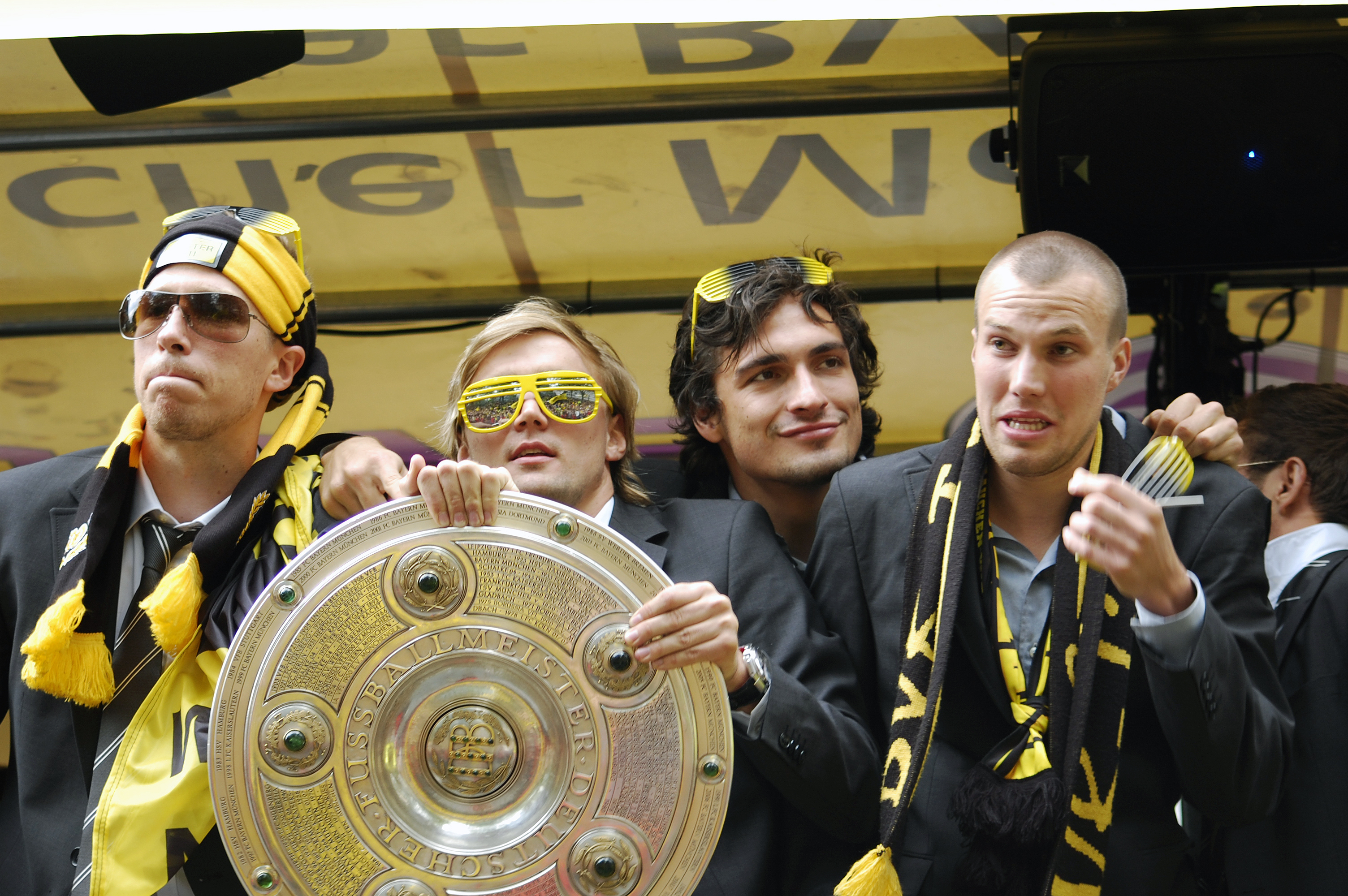
2010-11シーズンのブンデスリーガ優勝時

- ブンデスリーガ：2回 (2010-11, 2011-12)
- DFLスーパーカップ：3回 (2013, 2014, 2019)
- DFBポカール：2回 (2011-12, 2020-21)

バイエルン・ミュンヘン
- DFLスーパーカップ：3回 (2016, 2017, 2018)
- ブンデスリーガ：3回（2016-17, 2017-18, 2018-19）
- DFBポカール：2018-19

### 代表
U-21ドイツ代表
- UEFA U-21欧州選手権：2009

ドイツ代表
- FIFAワールドカップ：2014

### 個人
- FIFAワールドカップ・ベストイレブン：2014
- ブンデスリーガベストイレブン : 6回 (2012–13, 2013–14, 2015–16, 2016–17, 2017–18, 2020–21)
- Kickerベストイレブン : 7回 (2009–10, 2010–11, 2011–12, 2013–14, 2015–16, 2017–18, 2019–20)
- UEFAヨーロッパリーグベストイレブン : 2015-16
- UEFAチャンピオンズリーグベストイレブン : 2023-24